# Ergodic Theory and Dynamical Systems
Ergodic Theory and Dynamical Systems is een internationaal, aan collegiale toetsing onderworpen wetenschappelijk tijdschrift over dynamische systemen. De naam wordt in literatuurverwijzingen meestal afgekort tot Ergod. Theor. Dyn. Syst. Het wordt uitgegeven door Cambridge University Press en verschijnt 6 keer per jaar. Het eerste nummer verscheen in 1981.